# Pierre Michel Moisson-Desroches
Compléments
- Pionnier du chemin de fer en France

Pierre Michel Moisson-Desroches (1785-1865) est un Polytechnicien, ingénieur du corps des mines. Il est connu pour être l'auteur d’un mémoire « Sur la possibilité d'abréger les distances en sillonnant l'empire de sept grandes voies ferrées » adressé en 1814 à Napoléon Ier. C’est la raison pour laquelle il est cité comme un précurseur des chemins de fer en France.

## Biographie

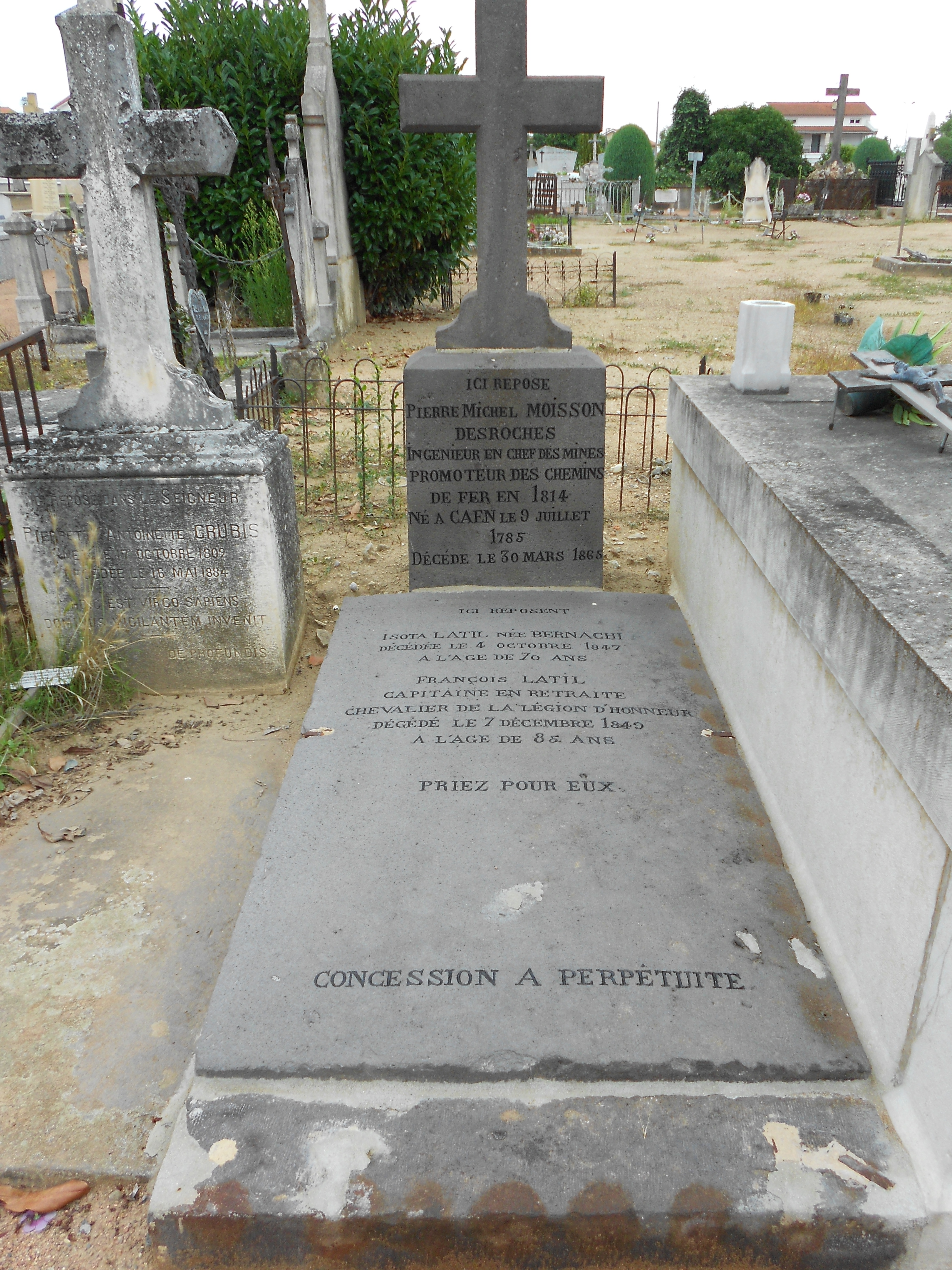

Fils d’un jardinier, Pierre Michel Moisson-Desroches est né à Caen le 9 juillet 1785. Diplômé de Polytechnique et de l’École des Mines de Paris (Corps des Mines), ingénieur en chef des Mines, professeur à l’école des mineurs de Saint-Étienne, il organise les études de l’école à la demande de son directeur, Louis-Antoine Beaunier. Il a comme collègue le professeur Gallois et, entre autres, comme élèves Boussingault et Fourneyron.
Moisson-Desroches adressa à Napoléon Ier en 1814 un mémoire intitulé « Sur la possibilité d'abréger les distances en sillonnant l'empire de sept grandes voies ferrées ». Ce mémoire centrait sur Paris ces sept voies ferrées;
- De Paris à Gênes par Lyon et Marseille ;
- De Paris à Bordeaux ;
- De Paris à Nantes ;
- De Paris au Havre, par Rouen ;
- De Paris à Calais, par Boulogne ;
- De Paris à Gand, par Lille ;
- De Paris à Mayence.

Ce mémoire en fait un précurseur des chemins de fer en France.
En 1831, il adresse à l’administration des Ponts et Chaussées « un projet de chemin de fer à roulettes et à glissière. »
Il prend sa retraite à Boulogne sur Seine. En visite chez sa fille, receveuse des Postes à Sury-le-Comtal, il y meurt le 30 mai 1865 et est inhumé dans le cimetière de Montbrison. Sur sa tombe, préservée par l’Association des Amis du Rail du Forez (ARF), on peut lire : « Ici repose Pierre-Michel Moisson-Desroches, ingénieur en chef des mines, promoteur des chemins de fer en 1814, né à Caen le 9 juillet 1785, décédé le 30 mai 1865 ». Cette tombe, retrouvée par hasard en 1913 dans une partie du cimetière dédiée au déblayage et au nettoyage (La Presse du 19 juillet 1925 p. 2/4), laissée à l'abandon a fait l'objet, en 2014, d'une rénovation par l'ARF, la ville de Montbrison et le Conseil Général de la Loire.

## Écrits
- Quelques mots sur l'ordre social (1827).
- Introduction à la théologie nouvelle (1832).
- Le Conciliantisme, théologie nouvelle (1833).

## Brevet d'invention
- 11 octobre 1830, enregistrement d'un brevet de 10 ans, déposé par Pierre Michel Moisson-Desroches-Latil, pour le « perfectionnement du traitement direct des minerais de fer par le procédé catalan »[10]

## Informations complémentaires
En décembre 2014 Fer de France, association interprofessionnelle de la filière ferroviaire française, baptise du nom de Moisson-Desroches son nouveau cycle de perfectionnement des jeunes dirigeants. Elle rend ainsi hommage au talent de visionnaire de Pierre Michel Moisson-Desroches, qui avait eu avant tous les autres l'intuition de la rupture stratégique que représentait le chemin de fer.